# Ленінградський (Самарська область)
Ленінградський (рос. Ленинградский) — селище в Алексєєвському районі Самарської області Російської Федерації.
Населення становить 168 осіб. Входить до складу муніципального утворення сільське поселення Алексєєвка.

## Історія
Від 2005 року входило до складу муніципального утворення сільське поселення Алексєєвка.

## Населення
| 1986 | 2002 | 2010 | 2014 | 2015 |
| ---- | ---- | ---- | ---- | ---- |
| 199  | ↗210 | ↘199 | ↘172 | ↘168 |